# چارلز گریفس
چارلز گریفس (انگلیسی: Charles Griffes؛ ‏ US: ‎/ˈɡrɪfəs/‎ GRIFF-fiss؛ ‏ ۱۷ سپتامبر ۱۸۸۴ – ۸ آوریل ۱۹۲۰) یک موسیقی‌دان اهل ایالات متحده آمریکا بود. وی بین سال‌های ۱۹۱۰ تا ۱۹۱۹ میلادی فعالیت می‌کرد.
او دانش‌آموختهٔ «هنرستان موسیقی اِسترن» و از شاگردان «ارنست یدلیچکا» و «انگلبرت هومپردینک» بود و مشهورترین آهنگساز امپرسیونیست آمریکا محسوب می‌شود.
چارلز گریفس در سن ۳۵ سالگی، بر اثر ابتلا به بیماری آنفلوانزا در جریان همه‌گیری جهانی این بیماری درگذشت و در «گورستان بلومفیلد» واقع در بلومفیلد، نیوجرسی به خاک سپرده شد.